# Yungipicus nanus
Yungipicus nanus е вид птица от семейство Picidae.

## Разпространение
Видът е разпространен в Индия, Непал и Шри Ланка.